# Cantón de Montfort-le-Gesnois
El cantón de Montfort-le-Gesnois era una división administrativa francesa, que estaba situada en el departamento de Sarthe y la región de Países del Loira.

## Composición
El cantón estaba formado por quince comunas:
- Ardenay-sur-Mérize
- Le Breil-sur-Mérize
- Champagné
- Connerré
- Fatines
- Lombron
- Montfort-le-Gesnois
- Nuillé-le-Jalais
- Saint-Célerin
- Saint-Corneille
- Saint-Mars-la-Brière
- Sillé-le-Philippe
- Soulitré
- Surfonds
- Torcé-en-Vallée

## Supresión del cantón de Montfort-le-Gesnois
En aplicación del Decreto nº 2014-234 de 24 de febrero de 2014, el cantón de Montfort-le-Gesnois fue suprimido el 22 de marzo de 2015 y sus 15 comunas pasaron a formar parte; catorce del nuevo cantón de Savigne-l'Évêque y una del nuevo cantón de Changé.